# Список умерших в 1154 году

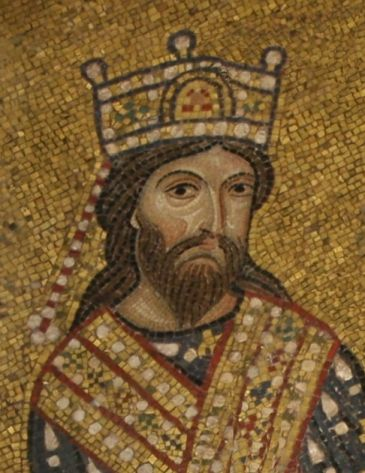
Рожер II

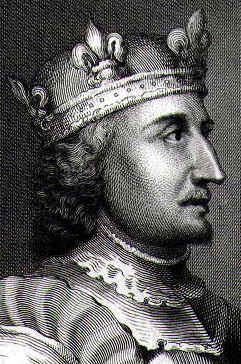
Стефан Блуаский

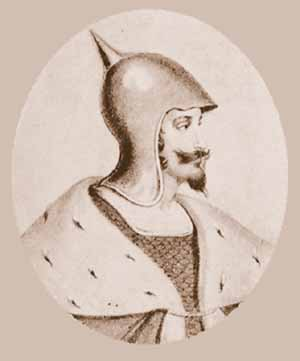
Изяслав Мстиславич

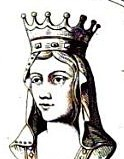
Аделаида Савойская

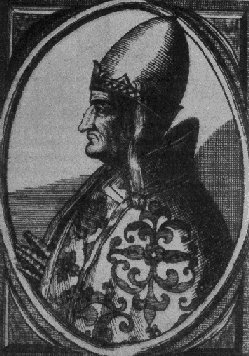
Анастасий IV

В этой статье представлен список известных людей, умерших в 1154 году.
См. также: Категория:Умершие в 1154 году

## Февраль
- 20 февраля
  - Святой Вулфрик[англ.] — английский отшельник и чудотворец, святой римско-католической церкви.
  - Святополк Мстиславич — князь Полоцкий (1132), князь Псковский (1138—1140), князь Новгородский (1132, 1138, 1142—1148), князь Берестейский (1140), князь Луцкий (1150—1151, 1151—1152), князь Волынский (1149, 1151—1154)
- 26 февраля — Рожер II — граф Сицилии (1105—1130), герцог Апулии и Калабрии (1127—1134), основатель и первый король Сицилийского королевства (1130—1154), герцог Неаполя (1137—1154), участник второго крестового похода.

## Март
- 17 марта — Конрад Баварский — католический церковный деятель XII века, святой римско-католической церкви.
- Лоуренс Даремский[англ.] — английский прелат, приор Дарема, поэт и агиограф.

## Апрель
- Жискарда — виконтесса Беарна (1134—1147), регент Беарна (1153—1154).

## Июнь
- 8 июня — Вильям Йоркский — архиепископ Йоркский (1141—1147, 1153—1154), святой римско-католической церкви.
- 9 июня — Атто II[итал.] — архиепископ Флоренции (1143—1154).
- 28 июня — Эрменгол VI Кастилец — граф Урхеля (1102—1154), который перенёс столицу в отвоёванный в 1106 году от мавров Балагер.

## Июль
- 20 июля — Бернхард[англ.] — епископ Хильдесхайма (1130—1153).
- 21 июля — Елизавета Венгерская — принцесса из венгерского рода Арпадов, дочь короля Венгрии Белы II, первая жена Великопольского князя Мешко III Старого.

## Сентябрь
- 4 сентября — Гильберт Порретанский — французский схоласт. Епископ Пуатье (1142—1154)

## Октябрь
- 25 октября — Стефан Блуаский — граф де Мортен (1112—1135), король Англии (1135—1141, 1141—1154), герцог Нормандии (1135—1144), граф Булонский (1125—1147)

## Ноябрь
- 13 ноября — Изяслав Мстиславич — князь Курский (1127—1130), князь Полоцкий (1130—1132), Князь Переяславский (1132—1133, 1142—1146), князь Волынский (1135—1142, 1146—1151), Великий князь Киевский (1146—1149, 1150, 1151—1154)
- 18 ноября — Аделаида Савойская — королева-консорт Франции (1115—1137), жена короля Людовика VI

## Декабрь
- 3 декабря — Анастасий IV — папа римский (1153—1154)
- 12 декабря — Вицелин — христианский миссионер, апостол западно-славянского союза племен вагервендов или апостол Гольштейна, епископ Ольденбурга (1149—1154), первый после длительного перерыва (1066—1149), святой римско-католической церкви.
- 21 декабря — Эрленд Харальдссон — ярл Оркнейских островов (1151—1154).
- Вячеслав Владимирович — князь Смоленский (1113—1127), князь Туровский (1127—1132, 1134—1142, 1143—1146), князь Переяславский (1132—1134, 1142—1143), первый князь Пересопницкий (1147—1149), князь Вышгородский (1149—1151), Великий князь Киевский (1139, 1150, 1151—1154).

## Дата неизвестна или требует уточнения
- Аз-Зафир — халиф Фатимидского халифата (1149—1154)
- Борис Коломанович — претендент на венгерский престол, византийский полководец. Убит в бою с печенегами.
- Гилле Алдан[англ.] — первый епископ Уитхорна (1128—1154).
- Гильом из Конша — философ, грамматист и богослов.
- Готье I де Гранье — один из влиятельных баронов Иерусалимского королевства, сеньор Цезареи (1123—1154)
- Доннчед I[англ.] — граф Файфа (1133—1154)
- Джеффри Кентерберийский[англ.] — первый аббат Данфермлинского аббатства (1128—1154)
- Ламберт Вансский[англ.] — епископ Ванса (1114—1154), святой римско-католической церкви[1].
- Матильда Анжуйская — дочь короля Иерусалима и графа Анжуйского Фулька, в браке — герцогиня Нормандии, жена Вильгельма Аделина, сына и наследника Генриха I Английского.
- Мухаммад аз-Зухри — гранадский географ (из аль-Андалуса под властью Альморавидов).
- Понс II[исп.] — граф Ампурьяса (1116—1154)
- Рупрехт I — первый граф Нассау (1123—1154) (носил этот титул неофициально)
- Стефан Обазенский — основатель цистерцианских монастырей, святой римско-католической церкви[2].
- Федива Тулузская[англ.] — графиня-консорт Савойи (1151—1154), жена Гумберта III
- Хийя аль-Дауди[англ.] — знаменитый еврейский раввин, композитор и поэт Андалусии.
- Эмих[нем.] — первый граф Вюртемберга (1137—1154), соправитель брата Людвига I